# Адріан Моул

Авторка вигаданого персонажа Сью Таунсенд

Адріан Альберт Моул (англ. Adrian Mole) — вигаданий персонаж серії книг британської письменниці Сью Таунсенд, виданих у формі його особистих щоденників.

## Історія створення
Сью Таунсенд написала серію книг у формі щоденника чотирнадцятирічного хлопця Адріана Моула. У книгах розповідається про реальні типові проблеми підлітків.

## Характеристика героя
Історія починається 1 січня 1981 року. Адріан — юнак із звичайної англійської родини. Його батько — безробітний, живе тільки з соціальної виплати. У нього багато боргів і купа проблем. Мати має коханця, і сім'я на грані розпаду. У школі з Адріана вимагає гроші шибайголова Баррі Кент. Докучає і директор Скрутон. Хлопця непокоять різні питання: безробіття у Британії, розлучення батьків, юнацькі прищі на обличчі, бідність, зустрічі з дівчиною, дорослішання, собака, про якого ніхто не піклується, окрім Адріана, комуністична пропаганда… Адріан зголосився допомагати старому Берту Бакстеру, але той виявився досить вередливим. Хлопець вважає себе інтелектуалом, поетом, письменником, деякий час працює телеведучим. Він читає «Злочин і кару» Федора Достоєвського та «Чорного принца» Айріс Мердок.
Переживши складний рік, хлопець не занепадає й пише для себе перелік вимог на 1982 рік.
Адріан Моул змінюється: у перших трьох книгах, він — підліток, пізніше — «дорослішає» з кожною новою книгою.
Герой цікавий і спостережливий, проявляє милосердя до старого, яким мав опікуватися. Іноді здається хвалькуватим: у звіті про поїздку до лондонського музею хлопець зазначає, що тільки він і його дівчина Пандора поводили себе чемно, за що отримує дві відмінні оцінки; у враженнях про виставу пише, що він виконував роль найкраще). Моул надіслав свої перші вірші на Бі-Бі-Сі і навіть отримав відповідь. У наступному листі хлопець запитує про гонорар і можливість виступити на радіо. Адріан потаємний: дарує мамину лисячу шубку своїй дівчині, за рахунок батьків веде «туніські розмови» з Пандорою і приховує це.

## Родина Адріана
- Джордж Моул — батько Адріана, невдаха, який знаходився у постійному пошуку роботи
- Полін Моул — мати Адріана, домогосподарка
- Бабуся, Една Мей Моул — бабуся Адріана по батьківській лінії, безкомпромісна жінка
- Бретту — позашлюбний син Джорджа Моул (батька Адріана) і Дорін Слейтер
- Розі Джермейн Моул — молодша сестра Адріана
- Гленн Боттс — старший син Адріана від Шарон Боттс
- Вільям Моул — молодший син Адріана від Жожо
- Грейсі Моул — дочка Адріана від Жоржини Крокус

## Берт Бакстер
Адріан Моул став відвідувати гурток «Добрі самаритяни» і мав доглядати за 89-річним «комунякою» Бертом Бакстером.
Берт Бакстер не викликає симпатії: він п'є і курить; має нахабний, на перший погляд, характер. У старого зла східноєвропейська вівчарка на прізвисько Штик. Адріан, скриплячи зубами, виконує свій піклувальна борг до кінця. Берт Бакстер на довгі роки стане важливим для Адріана.

## Творчість Адріана Моула
Вигаданий персонаж Адріан Моул, як і все, що він пише, належить перу британської письменниці Сью Таунсенд.

### Проза
Основою творчості Адріана Моул є його щоденники, які він веде протягом життя. Вірші та окремі фрагменти прози він записує в них, супроводжуючи особистими переживаннями. Читач таким чином може познайомитися не тільки з творчістю Адріана Моул, але і з умовами, в яких автор пробував писати.
|                                                      | Я вирішив вести повний щоденник в надії на те, що життя моя, можливо, здасться більш цікавим, якщо його записати. Насправді жити цим життям зовсім не цікаво. Жити нудно так, що ви не повірите. |
| — Адріан Моул 1 січня 1991, «Адріан Моул: Дикі роки» | |

### Поезія
Вірш «Кран», присвячене побутовим проблемам, було досить високо оцінене редактором Бі-Бі-Сі Джоном Тайдманом. У своєму листі-відповіді юному автору він називає його вірші «небезнадійними». Водночас нерозділене на той момент почуття до Пандорі надихало його на творчість.
Типовим прикладом любовно лірики є вірш «Бутон», присвячений коню коханої дівчини. Поет активно вивчає класику літератури і займається громадською діяльністю, сміливо висловлюючи свою позицію, цим і приваблює до себе Пандори.

## Щоденники Адріана Моула
- 1982: The Secret Diary of Adrian Mole, Aged 13 3/4 — Таємний щоденник Адріана Моула у віці 13 і 3/4 років, 1/1/1981 — 3/4/1982
- 1984: The Growing Pains of Adrian Mole — Страждання Адріана Моула, 4/4/1982 — 2/6/1983
- 1989: The True Confessions of Adrian Albert Mole — Зізнання Адріана Моула, 24/12/1984 — 16/7/1989
- 1991: Adrian Mole, From Minor to Major — антологія перших трьох книг, до якої додано, як подарунок, спеціально написано книгу Adrian Mole and the Small Amphibians — Адріан Моул и дрібні земноводні, 17/7/1989 — 1/1/1991
- 1993: Adrian Mole, The Wilderness Years — Адріан Моул: Дикі роки, 1/1/1991 — 15/4/1992
- 1999: Adrian Mole, The Cappuccino Years — Роки капучіно, 30/4/1997 — 2/5/1998
- 1999—2001: The Lost Diaries of Adrian Mole — Загублені щоденники Адріана Моула, 26/11/1999 — 24/11/2001 (видані 15 листопада 2008 року видавництвом Penguin)
- 2004: Adrian Mole and the Weapons of Mass Destruction — Адріан Моул і зброя масового знищення, 5/10/2002 — 22/7/2004
- 2009: Adrian Mole: The Prostrate Years. — Адріан Моул: Роки прострації.

## Переклади українською
- Таунсенд Сью. Таємний щоденник Адріана Моула: роман / пер. з англ. Анатолія Сагана. — Л. : Видавництво Старого Лева, 2013. — 240 с.